# درو تورنبول
درو تورنبول (بالإنجليزية: Drew Turnbull)‏ هو لاعب اتحاد الرغبي بريطاني، ولد في 1930، وتوفي في 20 يونيو 2012.